# Bitterness the Star
Bitterness the Star je debutové studiové album aljašské post-hardcore/metalcore hudební skupiny 36 Crazyfists. Bylo vydáno 4. dubna 2002 pod hlavičkou Roadrunner Records, v produkci Eddie Wohla. Předcházela mu demo nahrávka s názvem 99 Demo, která obsahovala čtyři skladby, jež se poté objevily na tomto albu, a to „Circle The Drain (Demo)“, „One More Word (Demo)“, „Chalk White (Demo)“ a „Disarray (Demo)“.

## Seznam skladeb
1. Turns to Ashes – 3:18
2. One More Word – 3:39
3. An Agreement Called Forever – 3:23
4. Eightminutesupsidedown – 3:17
5. Slit Wrist Theory – 4:01
6. Bury Me Where I Fall – 3:35
7. Dislocate – 3:46
8. Two Months from a Year – 4:25
9. Chalk White – 3:41
10. All I Am – 4:30
11. Ceramic – 3:03
12. Circle the Drain – 3:42
13. Left Hand Charity – 2:15
14. Crutch (Bonusová skladba pro VB) – 5:27

- Veškeré texty napsal Brock Lindow, hudbu 36 Crazyfists.

## Spolupracovníci
- Brock Lindow - zpěv
- Steve Holt - kytara, zpěv
- Mick Whitney - basa
- Thomas Noonan - bicí
- Eddie Wohl - producent
- Rob Caggiano - inženýrství
- Steve Regina - mixáž
- Ted Jensen - mastering
- Monte Conner - A&R
- Carl Severson - doplňující vokály v One More Word
- Steev Esquivel - doplňující vokály v Bury Me Where I Fall
- Daniel Moss - foto
- Brooke Fasani - živé foto